# Gustav Stollberg (Politiker, 1898)
Gustav Stollberg (* 9. Januar 1898 in Burg (bei Magdeburg); † 4. Oktober 1978 in Salzgitter) war ein deutscher Politiker (SPD) und Mitglied des Niedersächsischen Landtages.

## Leben
Nach dem Besuch der Mittelschule absolvierte Gustav Stollberg eine Ausbildung als Tischler von 1912 bis 1915. Im Jahr 1912 trat er in der Arbeiter-Turn- und Sportbund ein, SPD-Mitglied wurde er 1916. Seine Meisterprüfung bestand er als Tischler im Jahr 1929. Er nahm als Soldat am Ersten Weltkrieg und am Zweiten Weltkrieg teil. In der Zeit des Nationalsozialismus wurde er 1933 in Untersuchungshaft genommen, kam in Schutzhaft und in ein Konzentrationslager.
Nach Kriegsende engagierte er sich beim Wiederaufbau der Gewerkschaft und der SPD. Er trat dem Reichsbund bei und wurde dort mit der Ehrenurkunde des Bundesvorstandes und der goldenen Ehrennadel geehrt, zudem wurde er Ehrenmeister des Handwerks. Er engagierte sich in verschiedenen Organisationen und Gremien in Sport, Handwerk und der SPD. In einer Konsumgenossenschaft war er über viele Jahre Mitglied des Aufsichtsrates.
Ab dem Jahr 1946 wurde er in den Rat der Stadt Salzgitter gewählt, dort wurde er 1956 Oberbürgermeister.
Vom 20. Mai 1963 bis 5. Juni 1967 war er Mitglied des Niedersächsischen Landtages (5. Wahlperiode). Stollberg wurde 1969 zum Ehrenbürger der Stadt Salzgitter ernannt.